# Péterfy Bori
Péterfy Bori (Péterfy Borbála, Budapest, 1969. október 14. –) magyar énekesnő, színésznő. Korábban a Krétakör Színháznak (1996–2008), majd az Alföldi Róbert által vezetett Nemzeti Színház társulatának volt tagja (2008-2013 között). Az Amorf Ördögök zenekar tagja annak 2007 feloszlásáig, majd a tagjai által ugyanabban az évben alapított Péterfy Bori & Love Band énekesnője és dalszövegírója.

## Családja
Anyai nagyapai dédapja Áprily Lajos költő, műfordító, anyai nagyanyja Jancsó Adrienne előadóművész, anyai nagyapja Jékely Zoltán író, költő, édesapja Péterfy László szobrász, édesanyja Péterfy Lászlóné Jékely Adrienne magyartanár, bátyja Péterfy Gergely író, húga Péterfy Sarolt irodalomtörténész, unokatestvére pedig Gerlóczy Márton író. Volt férje Merényi Dávid fotós és filmrendező, akitől 2022-ben vált el.

## Pályafutása
A József Attila Gimnázium színjátszókörét két sikertelen felvételi követte a Színház- és Filmművészeti Egyetemre. Ezután különböző társulatoknál próbált szerencsét, 1988 és 1992 között a Térszínház, 1992 és 1998 között az Arvisura Színházi Társaság tagjaként töltötte a tanulóéveit.
1998-ban megszerezte a Színész I. minősítést. Budapesti színházak, főleg az Utolsó Vonal, a Merlin és a Szkéné előadásaiban játszott, ez utóbbiban találkozott Schilling Árpáddal, a Krétakör művészeti vezetőjével. Pintér Béla társulatával párhuzamosan már a Krétakörrel is dolgozott, amelynek 1996-2008 között volt tagja. A Krétakör Színésztánczenekar munkájában is részt vett.
Az Amorf Ördögök együttes énekesnője volt annak megszűnéséig. (A Krétakörös turnék miatt a 2005–2006 közötti időszak kivételével.)
2007. október 15-én jelent meg a Péterfy Bori & Love Band cím nélküli első lemeze, amelyen a számokat a volt Amorf Ördögök szerzői, Tövisházi Ambrus és Tariska Szabolcs mellett Lovasi András írta.
2008. augusztus 20-án a Nemzeti Színház színművészeként a Magyar Köztársasági Érdemrend lovagkeresztje kitüntetést kapta.
Énekelt Zságer Balázs (Žagar) Wings of Love című számában.
2009. november 13-án jelent meg Péterfy Bori & Love Band 2 című második albuma. 2010. február 25-én jelent meg a zenekar második albumának folytatása, az akusztikus változatokat és új dalokat is tartalmazó 2B. Péterfy Bori a 2 és a 2B albumokon szövegíróként is közreműködött.
2011 januárjától 2012 áprilisig várandóssága és gyermeke Doma születése miatt szünetet tartott a koncertezésben. A zenekar Fehér éjszakák című stúdióalbuma 2012 novemberében jelent meg.
2016 áprilisában jelent a megváltozott felállású Péterfy Bori & Love Band sorban ötödik, Szédülés című stúdióalbuma.
A Péterfy Bori & Love Band fennállásának tizedik évfordulójára 2017 novemberében jelent meg a Bori X című, új dalokat tartalmazó jubileumi album, amely egy ugyanilyen nevű mobil-applikációval együtt mutatkozott be.
2020. július 22-én megjelent a Péterfy Bori & Love Band hetedik albuma, a Szikra. Az album dalait keresztülszövi a koronavírus járvány miatti elszigeteltség témája és az ez ellen való lázadás okozta folyamatos feszültség.
2022. április 13-án megjelent Tóth Júlia Éva és Péterfy Bori közös memoárja, a Borikönyv – Jelenetek Péterfy Bori életéből. Az életrajzi kötetet a fülszövegben mások mellett Bödőcs Tibor humorista méltatta:
"Péterfy Bori őszinte, giccsmentes (eddigi) életrajzát tartja kezében a nyájas olvasó. Tóth Júlia Éva színház-, pop- és Boritörténete hézagpótló, szókimondó vallomás, mely a rockéletrajzok alapműve leend. Nem kap itt senki ételrecepteket, életmódtanácsokat és lapos igazságokat a kilencvenes évek Libellájának nagy túlélőjétől. A Borikönyv – Jelenetek Péterfy Bori életéből sokkal izgalmasabb mű, ahol a költészet színpadáról stage divingol a főhős a valóságba és vissza a színpadra. Megismerjük a frontnő művészi fészekben töltött gyermekkorát (rájövünk, hogy művészcsaládban is válhat valakiből művész), héjanászait az avaron (váltott héjákkal, változó avaron), a családalapítás örömeit, kendőzetlen nehézségeit. Elmeséli, hogyan helyezte el életének drámáit a színészlélek raktárában, jó lesz az még valamire megfontolásokból. Felszabadító szabadság árad a sorokból, ekkora női erőt utoljára a Kill Billben láttunk a Menyasszonytól! Éljen Péterfy Bori, éljenek az olvasók!"

## Színházi szerepei
- Vörös Karom (Piszkos Fred, a kapitány, rendezte: Somogyi István)
- Madrapur (rendezte: Terhes Sándor)
- A Mester és Margarita; Bulgakov (rendezte: Somogyi István)
- Népi rablét (rendezte: Pintér Béla)
- Jane Larry (Szorító, rendezte: Harsányi Sulyom László)
- Barbara főnővér (Kórház-Bakony, rendezte: Pintér Béla)
- Az ember tragédiája (rendezte: Jordán Tamás)
- A Sehova kapuja (rendezte: Pintér Béla)
- Irina (Három nővér, rendezte: Andrei Şerban)[11]
- Amalfi (Amalfi hercegnő, rendezte: Balázs Zoltán)[12]
- közreműködő (After the Fall, Goethe Intézet színházi projektje)[13]
- Élektra (Oresztész, rendezte: Alföldi Róbert)[14]
- Ingrid, a Zöldruhás, Anitra (Peer Gynt, rendezte: Alföldi Róbert)[15]
- Ratched nővér (Száll a kakukk fészkére, rendezte: Znamenák István)[16][17]
- Énekes (A kaukázusi krétakör, rendezte: Székely Kriszta)[18]
- Anette Reille (Az öldöklés istene, rendezte: Bereczki Csilla)[19]
- több szerep (Apád előtt ne vetkőzz, rendezte: Tasnádi István)[20]
- Péterfy Bori grófné (Az úrhatnám polgár, rendezte: Tarnóczi Jakab)[21]
- több szerep (Mefisztó, rendezte: Urbán András)[19]
- Anyuka (A trianoni csata, rendezte: Urbán András)[19]
- Fenyvesi Veronika (Látszatélet, rendezte: Mundruczó Kornél)[22]
- Anette Reille (Az öldöklés istene, rendezte: Bereczki Csilla)

### A Krétakörrel
- Toronykút
- Kicsi, avagy mi van, ha a tiszavirágnak rossz napja van?
- Nexxt
- Marika (Liliom)
- Márta Koret (Megszállottak)
- Margret (W – munkáscirkusz)
- Rosetta, nevelőnő (Leonce és Léna)
- több szerep (Hazámhazám)
- Léna (A hideg gyermek)
- Polina Andrejevna (Sirály)
- Péterfy Bori (FEKETEország, rendezte: Schilling Árpád)
- Brünhilde (A Nibelung-lakópark, rendezte: Mundruczó Kornél)
- Maria (Kasimir és Karoline, rendezte: Wulf Twiehaus)
- Ingrid (Peer Gynt, rendezte: Zsótér Sándor)
- Harmincas nő (Előtte-utána, rendezte: Schilling Árpád)
- Nyikolajeva (A jég, rendezte: Mundruczó Kornél)
- Izidóra (Bánk bán, rendezte: Zsótér Sándor)

## Filmszerepei
- Boldog lovak (rendezte: Szőke András, 1996)
- In Sol – In Luna (rendezte: Kovács Gerzson Péter)
- Gengszterfilm (rendezte: Szomjas György, 1999)
- Három (rendezte: Szőke András, 2000)
- Nexxt (rendezte: Schilling Árpád, 2001)
- Citromfej (rendezte: Bodó Viktor, 2001)
- Szezon (rendezte: Török Ferenc, 2004)
- Határon túl (rendezte: Schilling Árpád, 2004)
- Kiserdő (rendezte: Lakos Száva, 2005)
- Lányok (rendezte: Faur Anna, 2007)
- Hagy (rendezte: Papp Szilvia, 2008)
- Poligamy (rendezte: Orosz Dénes, 2009)
- Paktum (rendezte: Nagypál Orsi, 2009)
- Napszúrás (rendezte: Horvát Lili, 2009)
- Tudsz így szeretni? (rendezte: Pápai Pici, 2009)
- A Nibelung-lakópark (rendezte: Mundruczó Kornél, 2010)
- Halotti beszéd (rendezte: Szeiler Péter, 2010)
- Hodor aurA nyilvánvaló titkai (rendezte: Pater Sparrow, 2011)
- Terápia (2014)
- Lámpagyújtogatók (rendezte: Dr. Százados Miklós, 2015)
- Nyitva (rendezte: Nagypál Orsi, 2018)
- Szeretlek, mint állat! (rendezte: Novák Erik, 2019)
- A tanár (2020)
- Psycho 60 – szülinapi zuhanyjelenet (rendezte: Végh Vozó Zoltán, 2020)
- Kilakoltatás (rendezte: Fazekas Máté Bence, 2022)
- Együtt kezdtük (rendezte: Kerékgyártó Yvonne, 2022)
- Nyugati nyaralás (rendezte: Tiszeker Dániel, 2022)
- A Király (rendezte: Kovács Dániel Richárd, 2022–2023)
- Mesterjátszma (rendezte: Tóth Barnabás, 2023)
- Éger (rendezte: Borús Nagy Levente, 2023)

## Könyvek róla
- Tóth Júlia Éva, Stark Attila - Borikönyv / Jelenetek Péterfy Bori életéből (Scolar Kiadó, 2022) ISBN 978-963-509-522-3

## Díjai, elismerései
- A Magyar Köztársasági Érdemrend lovagkeresztje (2008)

## Származása
| Péterfy Bori (Budapest, 1969. okt. 14.) énekesnő, színésznő | Apja: Péterfy László (Nyárádselye, 1936. máj. 2.) festő és szobrászművész                                   | Apai nagyapja: Péterfy László (Nyárádselye, 1910. febr. 2.– Kiskend, 2005. okt. 26.) református lelkész, helytörténész | Apai nagyapai dédapja: Péterfy Károly (Mája, 1869. márc. 6.– Torboszló, 1941. nov. 5.) református lelkész       |
| Péterfy Bori (Budapest, 1969. okt. 14.) énekesnő, színésznő | Apja: Péterfy László (Nyárádselye, 1936. máj. 2.) festő és szobrászművész                                   | Apai nagyapja: Péterfy László (Nyárádselye, 1910. febr. 2.– Kiskend, 2005. okt. 26.) református lelkész, helytörténész | Apai nagyapai dédanyja: Luczai Gizella (Aranyosgyéres, 1878. aug. 16.– Marosvásárhely, 1967. okt. 18.)          |
| Péterfy Bori (Budapest, 1969. okt. 14.) énekesnő, színésznő | Apja: Péterfy László (Nyárádselye, 1936. máj. 2.) festő és szobrászművész                                   | Apai nagyanyja: Dabóczi Irén (Petrozsény, 1914. dec. 2. – 2009. szept. 7.) tanító                                      | Apai nagyanyai dédapja: Dabóczi György iskolaigazgató                                                           |
| Péterfy Bori (Budapest, 1969. okt. 14.) énekesnő, színésznő | Apja: Péterfy László (Nyárádselye, 1936. máj. 2.) festő és szobrászművész                                   | Apai nagyanyja: Dabóczi Irén (Petrozsény, 1914. dec. 2. – 2009. szept. 7.) tanító                                      | Apai nagyanyai dédanyja: Angyal Anna                                                                            |
| Péterfy Bori (Budapest, 1969. okt. 14.) énekesnő, színésznő | Anyja: Jékely Adrienne (Kolozsvár, 1943. máj. 13.– Budapest, 2016. okt. 14.) magyar nyelv és irodalom tanár | Anyai nagyapja: Jékely Zoltán (Nagyenyed, 1913. ápr. 24.– Budapest, 1982. márc. 20.) író, költő, műfordító             | Anyai nagyapai dédapja: Áprily Lajos, Jékely (Brassó, 1887. nov. 14.– Budapest, 1967. aug. 6.) költő, műfordító |
| Péterfy Bori (Budapest, 1969. okt. 14.) énekesnő, színésznő | Anyja: Jékely Adrienne (Kolozsvár, 1943. máj. 13.– Budapest, 2016. okt. 14.) magyar nyelv és irodalom tanár | Anyai nagyapja: Jékely Zoltán (Nagyenyed, 1913. ápr. 24.– Budapest, 1982. márc. 20.) író, költő, műfordító             | Anyai nagyapai dédanyja: Schéfer Ida Margit (Kolozsvár, 1888. szept. 20.– Budapest, 1961. júl. 6.)              |
| Péterfy Bori (Budapest, 1969. okt. 14.) énekesnő, színésznő | Anyja: Jékely Adrienne (Kolozsvár, 1943. máj. 13.– Budapest, 2016. okt. 14.) magyar nyelv és irodalom tanár | Anyai nagyanyja: Jancsó Adrienne (Marosújvár, 1921. márc. 25.– Budapest, 2006. jan. 23.) színész, előadóművész         | Anyai nagyanyai dédapja: n.a.                                                                                   |
| Péterfy Bori (Budapest, 1969. okt. 14.) énekesnő, színésznő | Anyja: Jékely Adrienne (Kolozsvár, 1943. máj. 13.– Budapest, 2016. okt. 14.) magyar nyelv és irodalom tanár | Anyai nagyanyja: Jancsó Adrienne (Marosújvár, 1921. márc. 25.– Budapest, 2006. jan. 23.) színész, előadóművész         | Anyai nagyanyai dédanyja: n.a.                                                                                  |

## Interjúk
- Somogyi Szonja - Péterfy Bori: Minden szabadon gondolkodó ember végeredményben áldozat (Forbes Magyarország, 2024.12.20.)
- Zách Dániel - Péterfy Bori: Nagyon elmérgesedett a helyzet a színházi világban (Telex.hu, 2023.08.12.)
- Barcza Réka - Egy szabad nő, kígyóbőr szívvel (artisbusiness.hu, 2023.06.16.)
- Patakfalvi Dóra - Péterfy Bori: Ha a művész beáll az elnyomó hatalom mögé, elveszíti művészjellegét (Telex.hu, 2022.05.17.)
- Az én utcám: Péterfy Bori - Marie Claire, 2019.12.03.
- Interjú: Eléggé őrültek Archiválva 2009. február 12-i dátummal a Wayback Machine-ben
- Péterfy Bori – Szívós, de sebezhető. jbsz.hu (Jávorszky Béla Szilárd honlapja) (magyarul) (2008. március 7.)  (Hozzáférés: 2015. január 31.) (html) (az interjú a Népszabadság c. napilapban jelent meg).
- Izsák Norbert – Dobszay János:  Péterfy Bori színész, énekes, a Nemzeti Színház társulatának tagja.  HVG,  XXXII. évf.  17. (1613). sz. (2010)   90. o. arch Hozzáférés: 2015. január 31.   hvg.hu
- Matalin Dóra:  Megmutatni a legmélyebb poklot. Index.hu (magyarul) (2014. július 2.)  (Hozzáférés: 2015. január 31.)